# Chiêm Thời Trung

Chiam See Tong

Chiêm Thời Trung (tiếng Trung: 詹时中; bính âm: Zhān Shízhōng; phiên âm Latin: Chiam See Tong, sinh ngày 12 tháng 3 năm 1935) đại diện cho Potong Pasir Single Member Constituency ở Quốc hội của Singapore. Ông đã là lãnh đạo của Đảng Dân chủ Singapore trước khi bị hất cẳng do cố kiểm duyệt tiến sĩ Dr Chee Soon Juan. Ông hiện là lãnh đạo của Đảng Nhân dân Singapore và là lãnh đạo de facto của Liên minh Dân chủ Singapore.
Ở trong cuộc Tổng tuyển cử 2001, ông đã thắng lợi ở Potong Pasir SMC lần thứ tư. Tiếp theo đó, trong cuộc Tổng tuyển cử năm 2006, ông đã giành được 55,82% phiếu bầu để tiếp tục nhiệm kỳ thứ 6 làm đại biểu quốc hội đại diện cho Potong Pasir SMC và cũng trở thành đại biểu quốc hội đối lập phục vụ lâu nhất trong lịch sử Singapore. Trong cuộc bầu cử này, ông đã lại đánh bại ứng cử viên Đảng Hành động Nhân dân là Sitoh Yih Pin. Ông giành 8245 phiếu so với Sitoh 6.527 phiếu bầu.
Đối với nhiều người, đây quả là chiến thắng đáng ngạc nhiên của Chiêm, vì Đảng Hành động Nhân dân trước đó đã chi 80 triệu dollar Singapore cả gói nâng cấp khu dân cư Potong Pasir, và thậm chí trước đó đã mang Ngô Tác Đống đến thắng lợi cho đảng PAP.